# تپه دستک علیا ۴
تپه دستک علیا ۴ مربوط به عصر مس - هزاره سوم قبل از میلاد - سده‌های میانه دوران‌های تاریخی پس از اسلام است و در شهرستان سرپل ذهاب، بخش مرکزی، دهستان حومه سرپل، ۲ کیلومتری جنوب غرب روستای دستک علیا واقع شده و این اثر در تاریخ ۲۶ اسفند ۱۳۸۷ با شمارهٔ ثبت ۲۵۷۲۰ به‌عنوان یکی از آثار ملی ایران به ثبت رسیده است.